# Zlatarna Celje
Zlatarna Celje, d.d. je slovensko podjetje s sedežem v Celju, ki se ukvarja z izdelovanjem nakita in drugih izdelkov iz zlata in srebra. Poleg nakita in naložbenega zlata, ki predstavljata 70 odstotkov programa, proizvajajo še dentalne zlitine in industrijsko zlato. Podjetje ima mrežo približno sto prodajaln, predvsem v Sloveniji in državah nekdanje Jugoslavije, svoje izdelke trži pod blagovnima znamkama Zlatarna Celje in Lencia.
Združenje World Gold Council jo je po pregledu poslovanja leta 2011 uvrstilo na svoj seznam zaupanja vrednih trgovcev z zlatom. Med odmevnejšimi potezami v zadnjih letih je sponzorstvo slovenske smučarke Tine Maze in investicija v izgradnjo hotela Plaza v ljubljanskem BTC Cityju.

## Zgodovina
Neposredni predhodnik podjetja je delavnica italijanskega zlatarja Giuseppeja (Johanna) Pacchiafa. Njegovemu družinskemu podjetju sta se leta 1921 pridružila brata Alojz in Ivan Knez, skupaj so odprli delavnico v celjskih Gaberjah, kjer je takrat delalo okrog 100 delavcev. Po drugi svetovni vojni je nova oblast Pacchiafovi dedinji zaplenila polovični delež v podjetju, kmalu za tistem pa nacionalizirala še delež Ivana Kneza. Prešlo je pod upravo MLO Celje in pričelo delovati kot obrtno podjetje, leta 1963 pa je bilo preoblikovano v industrijsko podjetje Zlatarna Celje. Sčasoma je postalo eno pomembnejših podjetij v svoji panogi v tem delu Evrope, izdelke je izvažalo v Evropo, Severno Ameriko, Avstralijo in Azijo ter leta 1974 doseglo milijon dolarjev letnega izvoza.
Po osamosvojitvi Slovenije je zaradi izgube jugoslovanskih trgov in drugih dejavnikov Zlatarna Celje zašla v težave. Leta 1997 je bila že v stečajnem postopku, a jo je pred dokončnim propadom rešila hčerinska družba Aurodent. Leta 1999 je v lastništvo vstopila družina Albreht preko podjetja AL in priskrbela kapital za ponoven zagon blagovnih znamk, od takrat pa do leta 2008, ko je izbruhnila svetovna finančna kriza, je zlatarna beležila hitro rast.